# Saverdun
Saverdun (okzitanisch Savardun) ist eine französische Gemeinde mit 4808 Einwohnern (Stand 1. Januar 2022) im Département Ariège in der Region Okzitanien; sie gehört zum Arrondissement Pamiers und zum Kanton Portes d’Ariège.

## Lage
Saverdun liegt rund 13 Kilometer nördlich vom Pamiers am Fluss Ariège. Seine Zuflüsse Crieu, Galage, Aure und Lansonne münden alle im Gemeindegebiet.
Nachbargemeinden sind: Cintegabelle im Norden, Calmont im Nordosten, Mazères im Osten, Montaut im Südosten, Le Vernet, Bonnac und Unzent im Süden, Esplas im Südwesten, Brie im Westen und Canté im Nordwesten.

## Bevölkerungsentwicklung
- 1962: 3447
- 1968: 3916
- 1975: 3969
- 1982: 3639
- 1990: 3568
- 1999: 3589
- 2019: 4828

## Persönlichkeiten
- Jacques Fournier (um 1285 in Saverdun, † 1342), als Benedikt XII. 1334 Papst.